# Oslon
Oslon ist eine französische Gemeinde mit 1.221 Einwohnern (Stand: 1. Januar 2022) im Département Saône-et-Loire in der Region Bourgogne-Franche-Comté. Sie gehört zum Arrondissement Chalon-sur-Saône und zum Kanton Ouroux-sur-Saône. Die Bewohner werden Oslonnais und Oslonnaises genannt. 

## Geografie
Oslon liegt etwa fünf Kilometer östlich von Chalon-sur-Saône. Umgeben wird Oslon von den Nachbargemeinden Châtenoy-en-Bresse im Norden und Nordwesten, Allériot im Norden und Nordosten, Saint-Christophe-en-Bresse im Osten und Südosten, Lans im Süden sowie Saint-Marcel im Westen.

## Bevölkerungsentwicklung
| Jahr                       | 1962 | 1968 | 1975 | 1982 | 1990 | 1999 | 2006 | 2013 | 2020 |
| Einwohner                  | 485  | 572  | 755  | 749  | 799  | 983  | 1230 | 1251 | 1226 |
| Quellen: Cassini und INSEE |      |      |      |      |      |      |      |      |      |